# Малопавловка
Малопа́вловка (рос. Малопавловка) — селище у складі Хабарського району Алтайського краю, Росія. Входить до складу Свердловської сільської ради.

## Населення
Населення — 193 особи (2010; 296 у 2002).
Національний склад (станом на 2002 рік):
- росіяни — 97 %